# EL Aquilae
EL Aquilae war eine Nova, die von Max Wolf in Heidelberg am 30. und 31. Juli 1927 auf Photoplatten entdeckt wurde. Sie wurde von ihm als Stern der neunten Größenklasse kategorisiert.
EL Aquilae zählt nicht zu den hellen Novae, für die lange Serien von Spektrogrammen erhalten sind. Sie blieb noch mehr als sechs Wochen nach ihrem Maximum unentdeckt. Es ist daher nicht überraschend, dass die wenigen spektroskopischen Beobachtungen der Nova mit geringer Streuung der Einzelwerte vom Mittelwert gemacht wurden. Auch gab es in der Literatur, insbesondere was den Charakter der Absorptionsspektren angeht, kaum Belege. In Anbetracht dessen und der Tatsache, dass EL Aquilae ein gutes Beispiel für bestimmte Verhaltensaspekte von Novae darstellt, wurde das Spektrum 1940 am Lick-Observatorium untersucht.
Vor der Entdeckung am Harvard-College-Observatorium gemachte Fotos zeigen, dass das vorherrschende Maximum um den 15. Juni 1927 auftrat und dass der Stern maximal 6,4m oder heller war. Andere vor der Entdeckung am Bosscha-Observatorium in Lembang entstandene Fotografien belegen die Existenz eines Nebenmaximums für den 20. Juli 1927.
Es wurde nicht versucht, eine tatsächliche Lichtkurve zu zeichnen, da sich die Aufnahmen von Harvard und Lembang systematisch unterscheiden. Von den ersten zwei Monaten nach dem Hauptmaximum gibt es keine spektrographischen Aufzeichnungen. Die ersten Spektrogramme, die nahe dem Nebenmaximum vom 17. August 1927 aufgenommen wurden, zeigen Emissionsbänder und zwei Gruppen von Absorptionslinien. Am 21. August 1927, als die Nova um eine halbe Größenordnung abgenommen hatte, war auch das kontinuierliche Spektrum relativ zu den hellen Bändern verblasst, und beide Absorptionsspektren waren verschwunden (Milton Lasell Humason). Anscheinend wurden danach keine echten Absorptionslinien mehr beobachtet.
Einige Tage später, in der letzten Augustwoche im Jahr 1927, traten bei 4363, 4959 und 5007 Å die Emissionslinien von [O III] auf (Simeis-Beobachter, Struve). Die Emissionen wurden von mehreren Beobachtern im September und Oktober festgestellt.
Darüber hinaus haben sich die Fe II-Emissionen bei 4924 und 5018 Å wahrscheinlich bis Anfang September fortgesetzt. Die Breite der Emissionsbänder, auch die von Wasserstoff, ist eher schlecht bestimmt: Die Verschiebung beträgt etwa 50 oder 55 Einheiten. Aus den Spuren geht hervor, dass die N III-Emissionen bei 4640 und 4100 Å am 1. Oktober ungewöhnlich breit und diffus waren, was an die verschiedenen Stickstoffemissionen in Nova Geminorum 1912 erinnert. Im folgenden Jahr, als sich der Stern wieder in einer beobachtbaren Position befand, war er auf die elfte Größenordnung verblasst, und anscheinend wurden auch keine weiteren spektroskopischen Beobachtungen gemacht.
Ein besonders interessanter und vielsagender Aspekt ist die Tatsache, dass es wie bei der Nova Aquilae 1918 in den ersten drei Monaten nach dem Maximum einige deutliche Helligkeitsschwankungen gab, die eng mit dem Vorhandensein oder Nichtvorhandensein der Absorptionsspektren zusammenhängen. Die letzteren wurden nämlich nur während der maximalen Leuchtkraft beobachtet und waren bei jedem Minimum definitiv nicht vorhanden. 
Die Helligkeit von EL Aquilae wurde durch Vergleich mit den Sternen der Polsequenz aus den Photoplatten abgeleitet, die mit dem 91-cm-Lick-Refraktor (Crossley telescope) am Lick-Observatorium im US-Bundesstaat Kalifornien am 5. Juni 1940 entstanden sind. Die scheinbare Helligkeit beträgt fotografisch etwa 19,0m, mit einer Unsicherheit von zwei oder drei Zehnteln einer Größenordnung. Es schien wahrscheinlich, dass die Nova in den 13 Jahren seit ihrer Entdeckung 1927 zu ihrer normalen Helligkeit zurückgekehrt war. Vor der Entdeckung erstellte Photoplatten zeigen, dass der Stern schwächer als sechzehn Magnituden war.